# Гарден Ејкерс (Калифорнија)
Гарден Ејкерс (енгл. Garden Acres) насељено је место без административног статуса у америчкој савезној држави Калифорнија.

## Демографија
По попису из 2010. године број становника је 10.648, што је 901 (9,2%) становника више него 2000. године.
| Група             | 2000.         | 2010.         |
| Белци             | 3.803 (39,0%) | 2.496 (23,4%) |
| Афроамериканци    | 100 (1,0%)    | 233 (2,2%)    |
| Азијати           | 372 (3,8%)    | 358 (3,4%)    |
| Хиспаноамериканци | 5.174 (53,1%) | 7.338 (68,9%) |
| Укупно            | 9.747         | 10.648        |